# Offadesma angasi
Offadesma angasi ist eine Muschelart aus der Familie der Löffelmuscheln (Periplomatidae). Sie kommt in den Küstengewässern von Süd- und Ostaustralien sowie in Neuseeland vor.

## Merkmale
Das ungleichklappige Gehäuse erreicht eine Länge bis über neun Zentimeter. Die rechte Klappe ist stärker gewölbt und auch etwas größer. Es ist auch deutlich ungleichseitig, die Wirbel sitzen hinter der Mittellinie bezogen auf die Gehäuselänge. Die beiden Wirbel weisen jeweils einen Schlitz auf, der im Adultgehäuses jedoch wieder verschlossen ist. Der Umriss ist eiförmig. Das Verhältnis der Breite zur Länge beträgt etwa 1 zu 1,4. Der vordere Dorsalrand ist länger als der hintere, und setzt auch deutlich höher an. Er ist konvex gerundet und geht ohne merkliche Kante oder Knick in den breit gerundeten Vorderrand über. Der hintere Dorsalrand ist gerade und verläuft fast waagrecht. Der Übergang zum leicht konvex gebogenen, schräg abgestutzten Hinterrand ist schwach gewinkelt. Der Hinterrand geht ebenfalls mit einem leichten Winkel in den weit gerundeten, stark nach oben gebogenen Ventralrand über. Das Gehäuse klafft an Vorder- und Hinterende. 
Das Schloss ist zahnlos, weist aber einen löffelförmigen Fortsatz auf, der als Ansatz des Ligaments fungiert. Das externes Ligament ist quasi ein sekundäres Ligament, da es aus der Periostracum-Schicht gebildet wird. 
Die weißliche Schale ist sehr dünnwandig und zerbrechlich. Die Ornamentierung besteht aus feinen konzentrischen Gruben und Linien. Der Innenrand des Gehäuses ist glatt. Das Periostracum ist am Hinterende gespickt mit Sandkörnern, die durch Schleim festgehalten werden. Der Schleim wird von Drüsen in der mittleren Mantelfalte produziert. Im Alter ist der Fuß reduziert. Die Labialpalpen sind sehr lang.

## Geographische Verbreitung und Lebensraum
Offadesma angasi kommt in den Küstengewässern vor den australischen Bundesstaaten South Australia, Victoria, New South Wales, Queensland, Northern Territory und Tasmanien sowie um die Nord- und Südinsel Neuseelands, Stewart Island und den Chathaminseln vor. 
Die Muschel bevorzugt sandigen Schlick oder schlickigen Sand unterhalb der Niedrigwasserlinie in geschützten, niedrigenergetischen Buchten. Sie liegt auf der linken Klappe, sieben bis acht Zentimeter tief im Sediment eingegraben. Die Siphonen sind zur Sedimentoberfläche hin ausgestreckt. Da der Fuß im Alter reduziert ist, können sich die Muscheln nicht wieder eingraben, wenn sie durch Strömung oder Sturmwellen freigelegt worden sind. Sie sind angepasst an Bereiche mit hoher Zufuhr an sehr feinem Sediment. Die Zilien produzieren daher einen kräftigen Rückstrom aus der Mantelhöhle. 
Die Tiere sind simultane Hermaphroditen, die große, dotterreiche und umkapselte Eier produzieren. 

## Taxonomie
Das Taxon wurde von Hippolyte Crosse und Paul Henri Fischer als Periploma angasi erstmals beschrieben. Es ist die Typusart der Gattung Offadesma Iredale, 1930.

## Belege